# Neil Hopkins

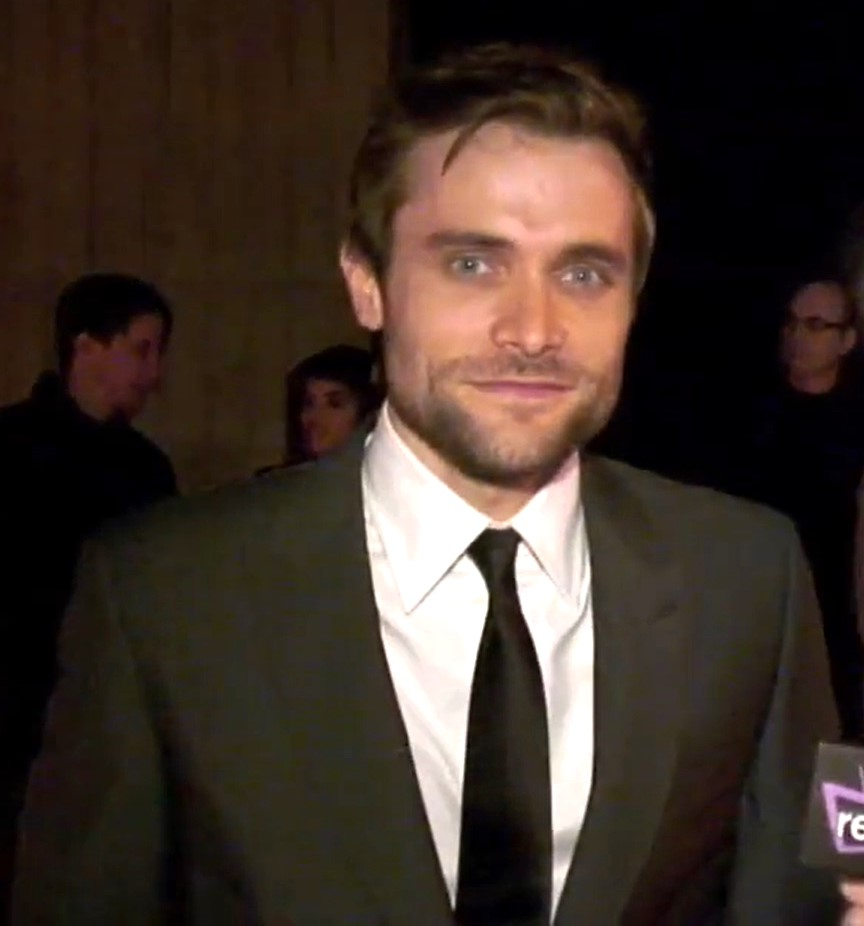
Neil Hopkins, 2010

Neil Edward Hopkins (* 13. Mai 1977 in Trenton, New Jersey) ist ein US-amerikanischer Schauspieler.

## Leben und Karriere
Neil Hopkins wurde in Trenton geboren, zog jedoch später mit seiner Familie nach Aurora, Colorado, wo er im Jahr 1995 die Regis Jesuit High School abschloss. Danach besuchte er von 1996 bis 1999 das College of Holy Cross in Worcester, Massachusetts. Er ist ein Absolvent des MFA-Programms des American Conservatory Theater.
Hopkins ist seit 2002 als Schauspieler aktiv und tritt vor allem als Gastdarsteller in US-Serien auf, darunter Polizeibericht: Los Angeles, Charmed, Navy CIS, Criminal Minds, My Name Is Earl, Ghost Whisperer, The 4400, CSI: Vegas, The Mentalist, Bones, Grimm oder Big Love. Größere Bekanntheit erlangte er vor allem durch die Nebenrolle des Liam Pace aus der Serie Lost.
Auch in Filmen trat Hopkins auf, etwa 2005 in The Cabinet of Dr. Cagliari, 2010 in Skyline oder 2013 in Detour. 2014 übernahm er eine wiederkehrende Rolle als Noah Peacott in der Serie Matador. 2016 war er in der Serie D-Sides zu sehen. 2020 übernahm er als Lawrence "Crusher" Crock eine Nebenrolle in der Serie Stargirl.
Hopkins ist seit 2007 mit der kanadischen Schauspielerin Saba Homayoon verheiratet.

## Filmografie (Auswahl)
- 2002: Birds of Prey (Fernsehserie, Episode 1x09)
- 2003: Crossing Jordan – Pathologin mit Profil (Crossing Jordan, Fernsehserie, Episode 2x20)
- 2003: Polizeibericht Los Angeles (Dragnet, Fernsehserie, Episode 2x04)
- 2004: Charmed – Zauberhafte Hexen (Charmed, Fernsehserie, Episode 7x07)
- 2004: Navy CIS (NCIS, Fernsehserie, Episode 2x09)
- 2004–2010: Lost (Fernsehserie, 5 Episoden)
- 2005: My Big Fat Independent Movie
- 2005: CSI: Vegas (CSI: Crime Scene Investigation, Fernsehserie, Episode 5x19)
- 2005: The Cabinet of Dr. Cagliari
- 2006: Big Love (Fernsehserie, 2 Episoden)
- 2006: 4400 – Die Rückkehrer (Fernsehserie, Episode 3x09)
- 2006: Ghost Whisperer – Stimmen aus dem Jenseits (Ghost Whisperer, Fernsehserie, Episode 2x09)
- 2007: Dirty Sexy Money (Fernsehserie, Episode 1x02)
- 2008: Terminator: The Sarah Connor Chronicles (Fernsehserie, Episode 1x05)
- 2008: The Cleaner (Fernsehserie, Episode 1x04)
- 2008: Criminal Minds (Fernsehserie, Episode 4x02)
- 2008: CSI: NY (Fernsehserie, Episode 5x10)
- 2009: My Name Is Earl (Fernsehserie, Episode 4x17)
- 2009: L.A. Crash (Fernsehserie, 2 Episoden)
- 2009: Nip/Tuck – Schönheit hat ihren Preis (Nip/Tuck, Fernsehserie, Episode 6x09)
- 2010: Skyline
- 2010: Castle (Fernsehserie, Episode 3x09)
- 2011: CSI: Miami (Fernsehserie, Episode 9x16)
- 2011: Losing Control
- 2012: Bones – Die Knochenjägerin (Bones, Fernsehserie, Episode 7x09)
- 2012: Grimm (Fernsehserie, Episode 1x18)
- 2012: The Mentalist (Fernsehserie, Episode 5x06)
- 2013: Detour – Gefährliche Umleitung (Detour)
- 2013: Witches of East End (Fernsehserie, 2 Episoden)
- 2014: Matador (Fernsehserie, 13 Episoden)
- 2015: Good Wife (The Good Wife, Fernsehserie, Episode 6x17)
- 2015–2016: Code Black (Fernsehserie, 2 Episoden)
- 2016: CSI: Cyber (Fernsehserie, Episode 2x16)
- 2016: D-Sides (Fernsehserie, 5 Episoden)
- 2018: For the People (Fernsehserie, Episode 1x02)
- 2019: Portals
- 2020–2022: Stargirl (Fernsehserie)